# 河瀬虎三郎

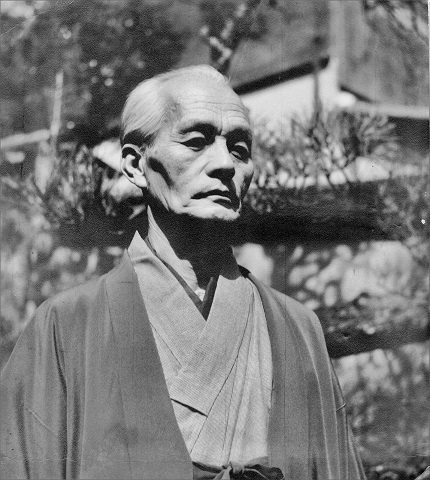
奈良の自宅における河瀬虎三郎（1955年頃）

河瀬 虎三郎（かわせ とらさぶろう、1888年〈明治21年〉11月23日 - 1971年〈昭和46年〉1月4日）は、日本の茶人。号は無窮亭。ほかに偉風堂、春陽軒の号があった。

## 来歴
現在の徳島県徳島市駕篭屋町に生まれる。

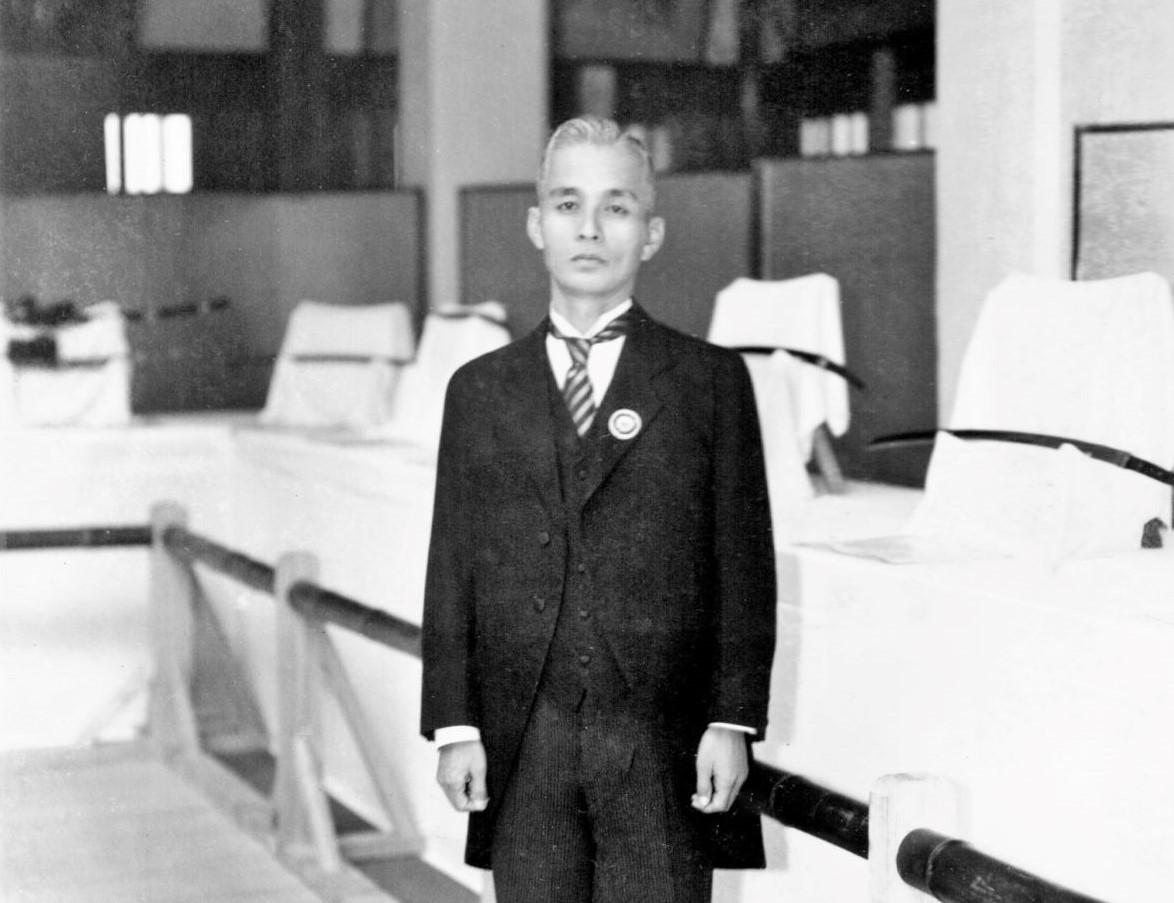
1937年の海軍名刀展における河瀬

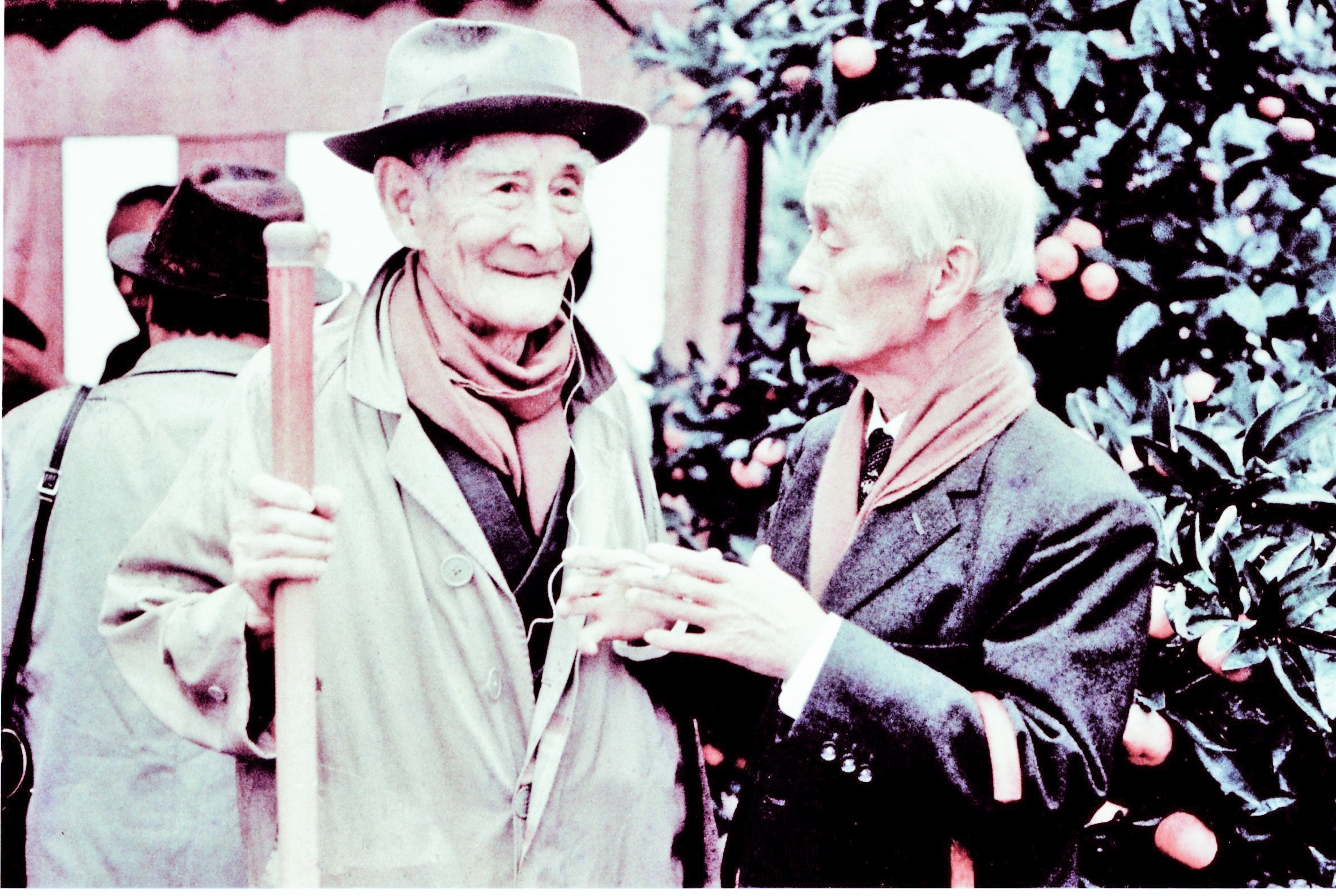
1967年11月23日、小田原にて松永安左エ門（耳庵）と談笑する河瀬（右）

1910年（明治43年）、大阪市東区瓦町（現在は中央区内）の繊維商家河瀬氏に婿入りし、家業を盛んにするかたわら古美術に興趣を寄せ、刀剣、刀装具、具足を蒐集し、刀剣の目利きとなる。所蔵刀の中には、のちに国宝・重要文化財指定および重要美術品認定を受けたものが多数ある。
1943年（昭和18年）、兵庫県本山村（現・神戸市東灘区）から奈良市多聞山に移る。奈良では仏教美術や茶道具を蒐集し、その見立てが賞された。明恵に私淑して妙庵を構え、珠光・松屋源三郎をはじめ、長闇堂、白酔庵を顕彰した。また茶室栄西堂における栄西忌茶会をおこなった。
文化財審議会専門委員を16年間にわたって務めたほか、『奈良市史 工芸編』の刀剣の部を執筆した。松永安左エ門（耳庵）、小林一三（逸翁）、細見良（古香庵）らの茶人と親交があった。福永酔剣の『大名家・著名家刀剣目録』に売り立て目録が記載されている。
1971年（昭和46年）、奈良文化会館や刀剣博物館で旧蔵刀展が開催された。                            
墓所は奈良の興福院。

## 人物
本間順治によれば、国宝・重要文化財の指定の専門審議会の会議の席上、まことに自信にみちた発言に、並みいる権威者たちが傾聴することも度々であったという。

## 文化財指定等を受けた蒐集品一覧

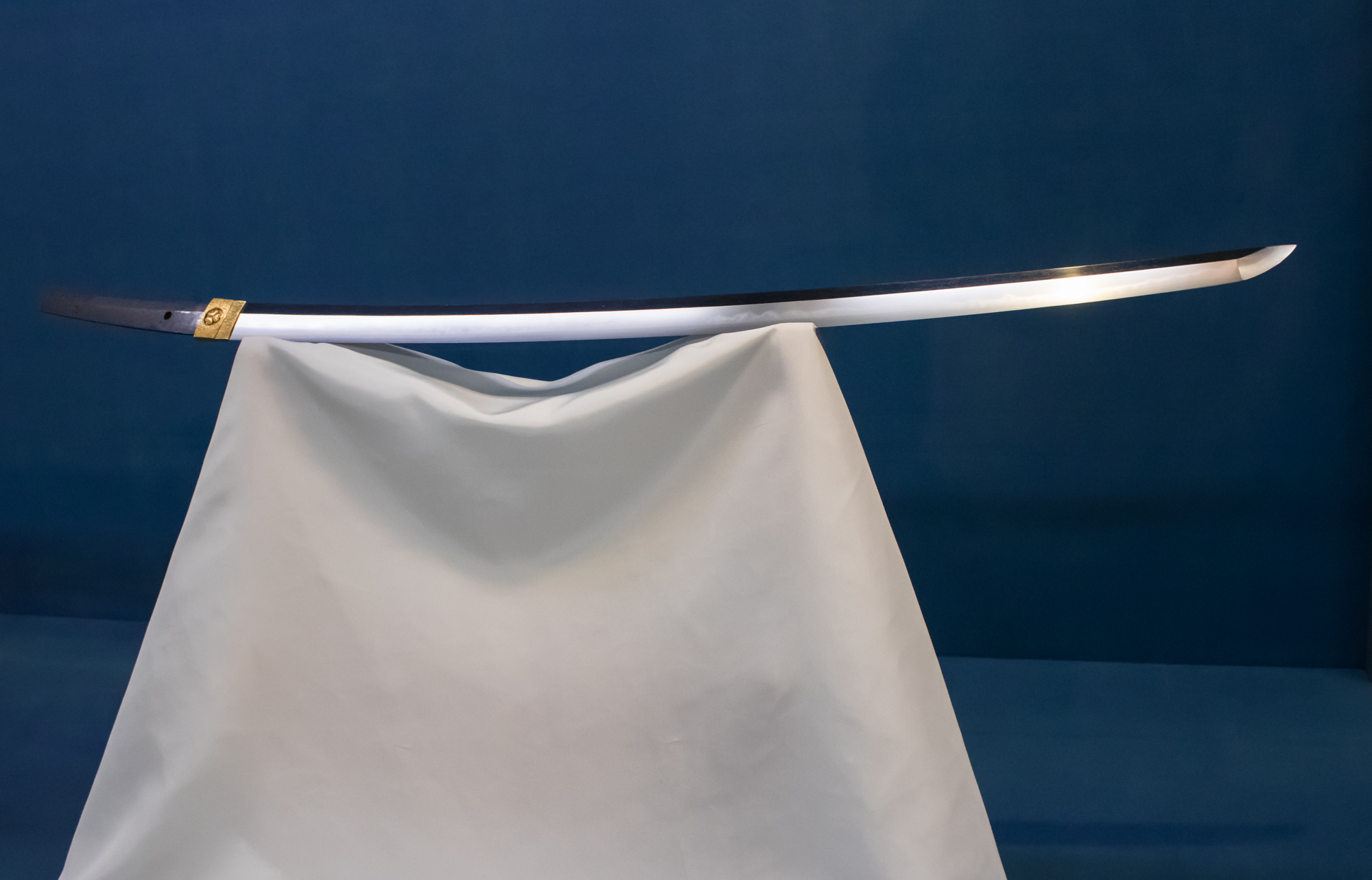
国宝 太刀 銘助真（河瀬家旧蔵、東京国立博物館蔵）

以下は、河瀬虎三郎の蒐集品のうち、旧国宝や重要文化財指定および重要美術品認定を受けた物件の一覧である。河瀬の家族の所有名義で指定・認定された物件も、備考欄に注記の上で併せて掲載する。
それぞれ、国宝保存法施行時の国宝指定は「旧国宝指定」（文化財保護法施行後は重要文化財に移行）、文化財保護法施行後の国宝指定は「新国宝指定」、重要文化財指定は「重文指定」、重要美術品等ノ保存ニ関スル法律施行時の重要美術品認定は「重美認定」と記載する。なお、物件の名称は、最後に受けた指定・認定の際に付与された方を原則記載する。

### 書跡典籍
| 名称                                                            | 員数 | 指定・認定年月日                    | 備考（所有者の変遷など） |
| --------------------------------------------------------------- | ---- | ----------------------------------- | ------------------------ |
| 紙本墨書法華経巻第四 経朝移點ノ奥書アリ                         | 1巻  | 1937年（昭和12年）2月16日重美認定   | 天理大学附属天理図書館蔵 |
| 華厳孔目章発悟記巻第五 凝然筆 弘安九年九月十九日撰述ノ奥書アリ  | 1巻  | 1937年（昭和12年）5月25日旧国宝指定 | 山形・慈光明院蔵         |
| 紙本墨書華厳経巻第十三 貞観十九年潤二月廿九日儀遠校合ノ奥書アリ | 1巻  | 1937年（昭和12年）8月28日重美認定   | 天理大学附属天理図書館蔵 |

### 工芸品・考古資料
| 名称 | 員数 | 指定・認定年月日                                                                                         | 備考（所有者の変遷など） |
| --- | ---- | --- | --- |
| 短刀 銘光包 延慶二年二月日                                                                                            | 1口  | 1931年（昭和6年）1月19日旧国宝指定                                                                       | 名古屋刀剣ワールド蔵 旧国宝指定時の所有者は河瀬の家族名義。                                                                 |
| 太刀 銘備前国長船住左近将監長光造 正応二年十月日                                                                      | 1口  | 1931年（昭和6年）1月19日旧国宝指定                                                                       | 林原美術館蔵 旧国宝指定時の所有者は河瀬の家族名義。                                                                         |
| 太刀 銘久国 | 1口  | 1933年（昭和8年）7月25日重美認定 1934年（昭和9年）1月30日旧国宝指定                                      | 個人蔵 重美認定時・旧国宝指定時の所有者は河瀬の家族名義。                                                                   |
| 太刀 銘一助成 | 1口  | 1933年（昭和8年）7月25日重美認定 1936年（昭和11年）5月6日旧国宝指定                                      | 秋水美術館蔵 重美認定時・旧国宝指定時の所有者は河瀬の家族名義。                                                             |
| 伊勢国小町経塚出土品                                                                                                  | 一括 | 1933年（昭和8年）10月31日重美認定 1959年（昭和34年）6月27日重文指定                                      | 東京国立博物館蔵。 重美認定時の所有者は和田千吉。                                                                           |
| 太刀 銘 助真 | 1口  | 1934年（昭和9年）3月20日重美認定 1935年（昭和10年）4月30日旧国宝指定 1953年（昭和28年）3月31日新国宝指定 | 東京国立博物館蔵 紀州徳川家伝来 重美認定および旧国宝指定時の所有者は東京府・個人 1940年（昭和15年）時点の所有者名は河瀬真作 |
| 太刀 無銘 伝行光 | 1口  | 1934年（昭和9年）7月31日重美認定                                                                         | 静嘉堂文庫蔵 |
| 太刀 無銘 伝義弘 | 1口  | 1934年（昭和9年）7月31日重美認定                                                                         | 1938年（昭和13年）2月28日御料帰属（当時の帝室博物館、現・東京国立博物館へ譲渡）にともない、重美認定は取消                   |
| 柏樹文鐔 銘 埋忠明寿                                                                                                  | 1枚  | 1934年（昭和9年）7月31日重美認定 1954年（昭和29年）3月20日重文指定                                       | 法人蔵 |
| 月下木賊刈図透鐔 銘 安親                                                                                              | 1枚  | 1934年（昭和9年）7月31日重美認定 1954年（昭和29年）3月20日重文指定                                       | 法人蔵 |
| 豊干禅師図鐔 銘 安親                                                                                                  | 1枚  | 1934年（昭和9年）7月31日重美認定 1953年（昭和28年）11月14日重文指定                                      | 黒川古文化研究所蔵 |
| 象図鐔 銘 安親 | 1枚  | 1934年（昭和9年）7月31日重美認定 1953年（昭和28年）11月14日重文指定                                      | 法人蔵 |
| 薄肉彫鉄拐図朧銀小柄 銘 安親                                                                                          | 1本  | 1934年（昭和9年）7月31日重美認定                                                                         | |
| 赤銅魚子地高彫色絵獅子牡丹図小柄 銘 宗珉花押 赤銅高彫色絵獅子牡丹目貫 無銘同作                                        | 1組  | 1934年（昭和9年）7月31日重美認定                                                                         | |
| 短刀 銘 信国 貞治五年十月                                                                                             | 1口  | 1935年（昭和10年）5月10日重美認定 1941年（昭和16年）9月3日重文指定                                       | |
| 高彫色絵唐人物図木瓜形鉄鐔 銘 山城国伏見住金家                                                                        | 1枚  | 1935年（昭和10年）5月10日重美認定                                                                        | |
| 二十八間四方白星兜鉢                                                                                                  | 1頭  | 1935年（昭和10年）5月10日重美認定 1956年（昭和31年）6月28日重文指定                                      | 神奈川県立歴史博物館蔵。 重美認定時の名称は「錆地二十九間四方白兜」。                                                       |
| 太刀 銘備前国長船兼光 延文元年十二月日                                                                                | 1口  | 昭和10年8月3日重美認定 昭和27年3月29日重文指定                                                           | 蟹仙洞蔵 |
| 十八間片白星兜鉢 八幡座眉庇𩊱等後補 楕円形響孔二箇アリ                                                                | 1頭  | 1935年（昭和10年）12月18日重美認定                                                                       | |
| 黒韋威胸白紅白裾二段紅腹巻 大袖付                                                                                     | 1領  | 1935年（昭和10年）12月18日重美認定                                                                       | |
| 宝幢佩楯 家地後補 | 1具  | 1935年（昭和10年）12月18日重美認定                                                                       | |
| 童鎧残闕 胸板・胴正面一、栴檀板一、鳩尾板一                                                                           | 3点  | 1935年（昭和10年）12月18日重美認定 1961年（昭和36年）6月30日重文指定                                     | 所有者は後に松永安左エ門へ変更 現在は福岡市美術館蔵                                                                         |
| 短刀 銘 左 筑州住 | 1口  | 1937年（昭和12年）5月27日重美認定 1961年（昭和36年）2月17日重文指定                                      | 個人蔵 |
| 短刀 銘 安吉 | 1口  | 1937年（昭和12年）5月27日重美認定                                                                        | |
| 大理石製直紋敦 伝河南省安陽出土                                                                                       | 1箇  | 1937年（昭和12年）12月24日重美認定                                                                       | |
| 刀 銘 備前国長船住左衛門尉藤原朝臣則光 於作州鷹取庄黒坂造 鷹取勘解由左衛門菅原朝臣泰佐打ス之 長禄三年己卯十二月十三日 | 1口  | 1938年（昭和13年）5月10日重美認定 1958年（昭和33年）2月8日重文指定                                       | 個人蔵 |
| 刀 銘 備前国長船与三左衛門尉祐定 為栗山与九郎作之 永正十八年二月吉日                                                  | 1口  | 1938年（昭和13年）5月10日重美認定 1958年（昭和33年）2月8日重文指定                                       | 個人蔵 |
| 短刀 銘 武蔵大掾藤原忠広 刳物埋忠七佐                                                                                 | 1口  | 1938年（昭和13年）5月10日重美認定                                                                        | |
| 短刀 銘 広光 | 1口  | 1939年（昭和14年）7月13日重美認定                                                                        | 静嘉堂文庫蔵 |
| 短刀 銘 藤原国広 在京時打之 天正十九年八月日                                                                          | 1口  | 1939年（昭和14年）7月13日重美認定                                                                        | |
| 太刀 銘 因州住景長作 附金打出鮫打刀拵                                                                                 | 1口  | 1940年（昭和15年）2月23日重美認定                                                                        | |
| 刀 無銘 伝兼永 | 1口  | 1941年（昭和16年）4月9日重美認定 1955年（昭和30年）2月2日重文指定                                        | 個人蔵 |

## 著書
- 『竹柏のしづく 無窮亭数奇書留』河瀬ミツ、1972年